# Ákos Kertész
Ákos Kertész (geboren 18. Juli 1932 in Budapest; gestorben 7. Dezember 2022 in Montreal) war ein ungarischer Schriftsteller, Dramaturg und Drehbuchautor.

## Leben
Kertész’ Vater konnte nicht an der staatlichen Universität studieren, da es in Ungarn einen rassistischen Numerus clausus gegen zu viele Studenten jüdischer Herkunft gab. Er konvertierte zum Katholizismus und gründete mit dem Historiker Vilmos Juhász die „Organisation der konvertierten Juden Ungarns“, die von dem späteren Bischof von Kalocsa, József Ijjas, bis 1945 geführt wurde. Zu dem Kreis des Vaters gehörte auch der Dichter Sándor Sík. Im Zweiten Weltkrieg wurde der Vater trotz der Konversion von ungarischen Behörden als Jude behandelt und zur Zwangsarbeit gezwungen, unter anderem im Lager Bor in Serbien, wo auch der Konvertit Miklós Radnóti Zwangsarbeiter war.
Die Vernichtung der ungarischen Juden durch das Eichmann-Kommando und seine ungarischen Helfer in der ungarischen Provinz Mitte 1944 sowie in Budapest Ende 1944 die Ghettoisierung und der Terror durch die Pfeilkreuzler bestimmten Kertész’ Kindheit; diese Bilder belasteten ihn sein ganzes Leben lang. Da er bürgerlicher Herkunft war, durfte er im kommunistischen Ungarn nach dem Abitur 1950 nicht studieren, sondern wurde für zwölf Jahre Produktionsarbeiter beim Bushersteller Ikarus. Seine Weiterbildung absolvierte er im Abendstudium. Erst 1966 kam er zum Film, als er Dramaturg bei Mafilm wurde. Dort wirkte er an zahlreichen Produktionen, später auch für das ungarische Fernsehen, mit, die ihn bekannt machten. Kertész schrieb auch für die Bühne sowie eine Reihe von Romanen.
Nach der politischen Wende war Kertész von 1994 bis 1997 Chefredakteur der literarisch-politischen Zeitschrift Élet és Irodalom.
Kertész erhielt neben anderen Auszeichnungen 1972 und 1984 den Attila-József-Preis und 2008 den Kossuth-Preis.

## Offener Brief an die Zeitung Amerikai Népszava
Kertész schrieb am 29. August 2011 einen offenen Brief an die in den USA verlegte ungarische Zeitung Amerikai Népszava.
In diesem Brief an den Herausgeber László Bartus erregte sich Kertész über den heutigen geistigen Zustand der Ungarn. Sein Befund war vernichtend, seine Ausdrucksweise rabiat: „Der Ungar ist genetisch ein Untertan. (…) In Hinblick auf die schlimmsten historischen Verbrechen verspürt der Ungar nicht den Funken eines Schuldgefühls. Er wälzt alles auf die anderen ab, und er zeigt unaufhörlich auf die anderen. Glücklich suhlt er sich im Schlamm der Diktatur, grunzt und delektiert sich am Fraß. Er will keine Notiz davon nehmen, dass er abgestochen wird. Er kann und will weder lernen noch arbeiten, im Neid dagegen blüht er auf, und wenn er die Möglichkeit hat, bringt er diejenigen um, die durch Arbeit, Bildung und Innovation etwas erreicht haben. (…) Für die Verbrechen des Zweiten Weltkriegs und den Holocaust ist heute einzig der Ungar verantwortlich, weil das ungarische Volk (im Gegensatz zum deutschen) weder seine Verbrechen eingestanden und gebeichtet noch die geringste Reue gezeigt hat.“ Die konservativen Medien des Landes reagierten in heftigem Ton auf die Zeilen von Kertész. Auch der führende Publizist der linksliberalen Tageszeitung Népszabadság, Sándor Révész, übte Kritik an Kertész. Dieser ergehe sich in denselben plumpen Verallgemeinerungen, wie es die „radikalen Rassisten“ tun, so Révész.
Die „Raoul-Wallenberg-Gesellschaft“ in Budapest erwartete die Zurücknahme der Äußerungen von Kertész, weil diese beleidigend seien und weiteren Hass generierten.
Der Budapester Bürgermeister István Tarlós verlangte von Kertész den Verzicht auf den Budapester Stadtpreis, die „Schlüssel von Budapest“; ein Regierungssprecher erwartete eine Entschuldigung von Kertész, andernfalls solle der Kossuth-Nationalpreis zurückgefordert werden.
Kertész hat seine Behauptung über „den Ungarn als genetischen Untertan“ richtiggestellt. Er betonte, er stehe zu seinen Aussagen, bedauere sie nicht und habe auch nichts zurückzunehmen. Er habe seine Worte so gewählt, weil dies seine Überzeugung sei.
Kertész hat wegen der persönlichen Bedrohungen in Ungarn im März 2012 in Kanada um politisches Asyl nachgesucht, das ihm im November 2013 gewährt wurde.

## Schriften (in deutscher Übersetzung)
- Namenstag. Komödie in zwei Teilen, mit Konrad Zschiedrich. Berlin Henschel 1974
- Das verschenkte Leben des Ferenc Makra. Roman. Berlin/DDR: Volk und Welt, 1975
- Witwen. Schauspiel in 2 Akten. Berlin : Henschelverlag Kunst u. Gesellschaft, [1976], Als unverkäufl. Ms. vervielfältigt
- Wer wagt, gewinnt : drei Kurzromane. Berlin : Aufbau-Verlag, 1981
- Haus mit Mansarde. Berlin : Aufbau-Verlag, 1984
- Hass hat seinen Preis. Berlin : Verl. Das Neue Berlin, 1995